# Première récolte
Albums de Sinsemilia
Résistances
Première Récolte est le premier album de Sinsemilia. Il est sorti en 1996, autoproduit et enregistré à Grenoble.

## Liste des Chansons
1. Boum boum
2. Muslim Praise
3. What's Wrong
4. Reggae's (Born to)
5. House of slaves
6. P4
7. Little child
8. Nyabinghy jumping
9. Peace preachers' words
10. Antifacho Dub
11. Africa
12. House of Dud
13. What's Dub
14. Africa Dub